# Parque del Seguro Social

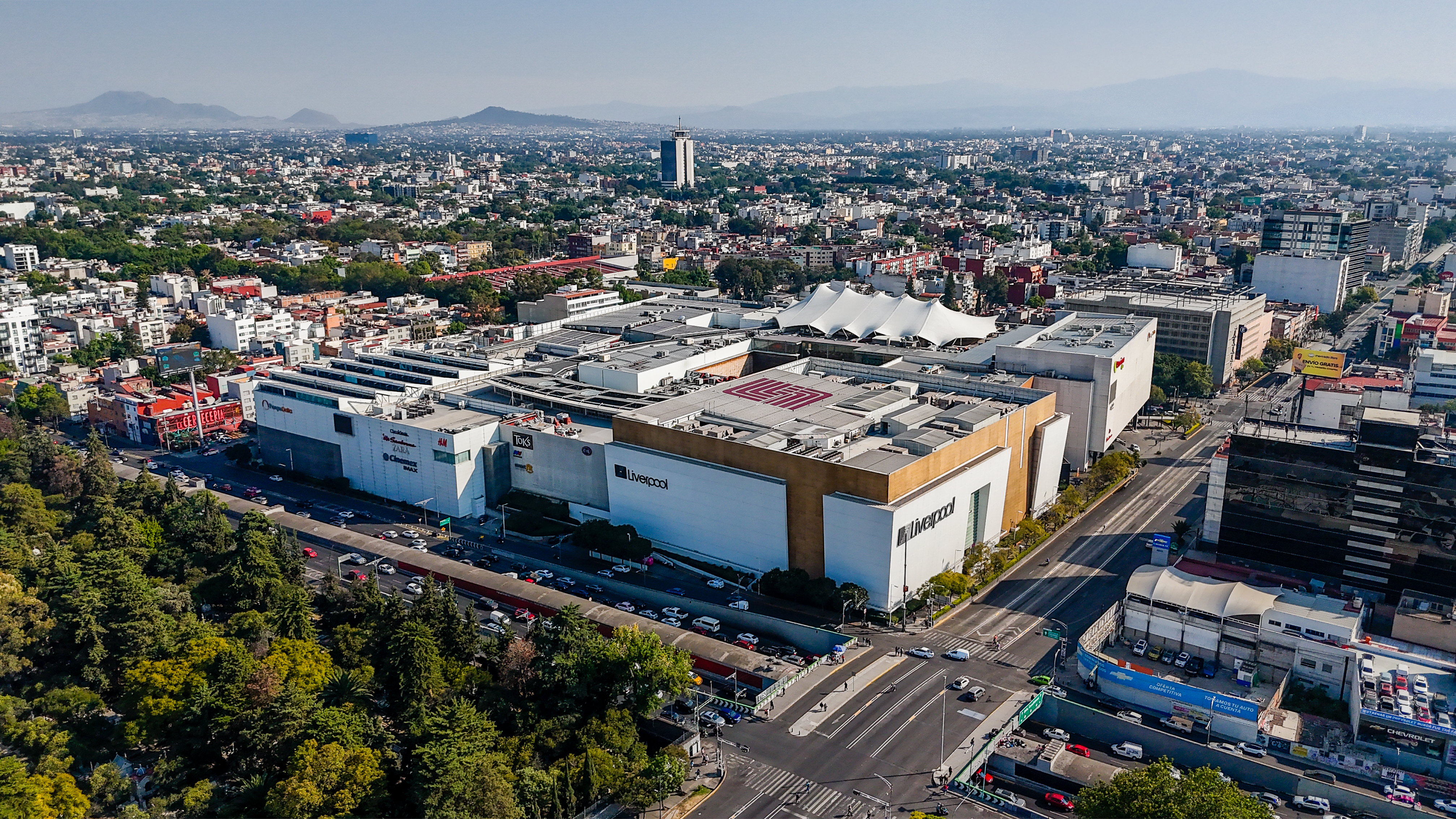
El centro comercial Parque Delta ocupa el terreno en donde estuvo construido el parque.

El Parque Deportivo del Seguro Social fue un estadio de béisbol que estaba localizado en la Colonia Narvarte de la Ciudad de México.
Fue construido en el mismo lugar en el que se encontraba el Parque Delta y se inauguró en 1955. Fue casa de los Diablos Rojos del México y los Tigres Capitalinos desde 1955 hasta su cierre en el año 2000.
Fue el mayor escenario de béisbol en la Ciudad de México y también en el país. En él se disputaron toda clase de partidos de béisbol nacional e internacional y en el jugaron las máximas estrellas del béisbol mexicano y algunas de Grandes Ligas. En juegos amistosos, los Indios de Cleveland, Orioles de Baltimore, Yankees de Nueva York, Dodgers de Los Ángeles y Piratas de Pittsburgh se enfrentaron a los Diablos Rojos del México y a los Tigres Capitalinos.
El primer partido en la historia de este estadio se disputó el 14 de abril de 1955 entre los Diablos Rojos del México y los Sultanes de Monterrey, resultando vencedores los primeros 18-14.
En 1999 se anunció que el Instituto Mexicano del Seguro Social vendería el estadio, Alfredo Harp Helú y Carlos Peralta, dueños de Diablos y Tigres respectivamente, no lograron consolidar la compra ofreciendo 90 millones de pesos. El estadio fue vendido a la empresa Autocamiones Central, distribuidor autorizado de Ford, por 169 millones 69 mil 862.5 pesos y posteriormente a Grupo Gigante, quienes junto con otras empresas, construyeron un centro comercial llamado "Parque Delta", en alusión al histórico estadio que se encontraba ahí antes del Parque del Seguro. En el centro comercial, se instalaron originalmente algunas placas conmemorativas que refieren que en ese lugar hubo un estadio de béisbol, las paredes de la zona de comida rápida mostraron por años fotografías de los grandes peloteros de Diablos y Tigres; además los niveles de estacionamiento en lugar de letras, se identificaban como bat, pelota, guante, etc. Sin embargo, estos detalles han ido desapareciendo con las remodelaciones y ampliaciones al centro comercial. La ambientación de algunos restaurantes sigue siendo con temática relacionada al béisbol que se jugó en esos terrenos.
Para la temporada 2000, se les dio permiso a ambos equipos para que iniciaran su temporada en este estadio mientras se acondicionaba el Foro Sol para que sustituyera al Parque del Seguro como la nueva casa del béisbol capitalino. 
El 1 de junio de 2000 se jugó el último partido de béisbol de su historia, un juego disputado entre Tigres y Diablos, en el que resultaron ganadores los Diablos 9-7. El partido dio inicio alrededor de las 7:30 de la noche pero finalizó hasta la madrugada del día siguiente debido a una suspensión por lluvia. Antes de este encuentro se realizó un partido de veteranos de ambas escuadras. Al día siguiente, se inauguró el Foro Sol como el nuevo estadio capitalino, con un partido también retrasado por lluvia que ganaron los Tigres 7-5.

## Lo último del Seguro Social
- Juego: 1 de junio de 2000 (duración: 3 h 46 min, más 55 de interrupción por lluvia).
- Ceremonia de lanzamiento de la última bola: 2 de junio de 2000. Roberto Mansur, Alfredo Harp Helú y Carlos Peralta.
- Lanzamiento oficial: Rob Wishnevski -MEX- (strike 3 para Sergio Gastélum a las 00:34 del 2 de junio).
- Bateador: Sergio Gastélum -TIG-.
- Hit: Daniel Fernández -MEX- (infield hit en la octava entrada contra Miguel Ángel López).
- Doble: Rudy Pemberton -MEX- (séptima entrada contra José García).
- Triple: Héctor Álvarez -OAX- contra Claudio Moreno -MEX- el 30 de mayo.
- Home Run: Pedro Castellano -MEX- contra José García.
- Carrera anotada y producida: Rudy Pemberton -MEX- anota después de sencillo de Miguel Ojeda.
- Robo de base: Rudy Pemberton contra OAX el 30 de mayo.
- Ponche: Sergio Gastélum -TIG- ante Rob Wishnevski (último out del partido).
- Base por bolas: Javier Robles -TIG- en la novena entrada ante Wishnevski.
- Golpe: Rudy Pemberton en la primera entrada ante Alejandro Armenta.
- Pitcher ganador: Javier Cruz -MEX-.
- Pitcher derrotado: José García -TIG-.
- Salvamento: Rob Wishnevski -MEX-.
- Home Run de campo: Miguel Ojeda -MEX- ante Matt Turner -CCN- el 11 de mayo.
- Home Run de campo con las bases llenas: José Luis Sandoval -MEX- contra Juan Romero -COR- el 30 de abril.
- Grand Slam: Ray Martínez -MEX- contra Alejandro Armenta en la primera entrada del último juego.
- Pitcher que bateó: Ángel Moreno -MEX- con hit productor el 12 de abril ante Efraín Sánchez -CAM-.
- Juego sin hit ni carrera: Julio Hernández -VER- contra Diablos el 20 de junio de 1995.

*Fuente: Guía de Medios 2001 de los Diablos.